# Incilius aurarius
Espèce
Incilius aurarius est une espèce d'amphibiens de la famille des Bufonidae.

## Répartition
Cette espèce se rencontre :
- au Guatemala dans le département de Huehuetenango dans la Sierra de los Cuchumatanes ;
- au Mexique dans l'est du Chiapas.

## Publication originale
- Mendelson, Mulcahy, Snell, Acevedo & Campbell, 2012 : A new golden toad (Bufonidae: Incilius) from northwestern Guatemala and Chiapas, Mexico. Journal of Herpetology, vol. 46, no 4, p. 473-479.